# Ius honorarium
Das ius honorarium (aus lateinisch honos ‚das Amt‘) ist das Amtsrecht, das im antiken Rom durch Inhaber von Ehrenämtern, insbesondere jedoch vom Prätor ausgeübt wurde. Geschaffen wurde die magistratische Jurisdiktion vornehmlich im Rahmen der prätorischen Kompetenz zur Rechtsfortbildung, weshalb in diesem Zusammenhang auch vom ius praetorium gesprochen wird. Umgesetzt wurde prätorisches Recht durch Edikte (edictum praetoris).
Grundlegende Bedeutung hatte die in Zeiten der Republik begründete Rechtsschicht – sie stand überschneidend neben dem ius civile und dem ius gentium – während der Kaiserzeit von Augustus bis zu den Severern. Diokletian schaffte das ius honorarium für das römische Reich in der Spätantike ab.

## Begriffsgeschichte
Das ius honorarium diente dazu ius civile auszulegen und durch Ergänzungen, gegebenenfalls Korrekturen, fortzubilden (adiuvandi, supplendi, coriggendi iuris civilis gratia). Auf diese Weise entstand eine neue Rechtsmasse, die des Honorarrechts. In Bezug auf den Prätor als Amtswalter wird auch vom ius praetorium gesprochen, dem Honorarrecht als prätorisches Recht. Anfänglich wurde Honorarrecht noch dem ius civile zugeordnet, mit Erlass der lex Cornelia de edictis wird vermutet, dass es sich ablöste. Die Unterscheidungen betrafen viele Rechtsgebiete, herausgepickt seien vertretungsweise die Rechtsinstitute Eigentum und die Nachlasseinweisung für Angelegenheiten der Rechtsnachfolge. Die Vorteile des Honorarrechts lagen in seinen innovativen – von umfänglichen Formvorbehalten befreiten – Vorschriften. Die Prätoren passten sich so an die rasante Entwicklung der römischen Gesellschaft und deren Bedürfnisse an. Die materiell-rechtlichen Neuerungen wurden durch Modernisierung und Umstellung des Rechtsstreitverfahrens flankiert, denn sie hoben das System des Formularprozesses aus der Taufe. Mit der zusätzlichen Eröffnung neuer Klagewege schützte der Prätor das Wesen der vielseitigen Verpflichtungsgeschäfte, die Konsensualkontrakte. Der rechtsgeschäftliche Verkehr erhielt Schutz vor arglistigem Handeln (dolus malus), Bestandteil nicht allein des Rechtsgedankens der aequitas, auch des fiktizisch gedachten Interessensausgleichs.
Die Schnittmenge aus ius honorarium und ius civile war insgesamt allerdings überschaubar, denn einige Teile des ius civile blieben von Interpretationen (interpretationes) unberührt. Dahinter standen keine politischen Auseinandersetzungen, denn dieselben Gremien, die das ius civile verwirklichten, schufen andererseits das ius honorarium. Honorarrecht wurde aber nicht nur von Prätoren (praetores urbani und peregrini – bis hierhin auch ius praetorium) geschaffen. Im Rahmen ihrer Kernkompetenz – für ordnungsgemäße Abläufe bei Marktstreitigkeiten zu sorgen – erließen auch die kurulischen Ädilen spezifisches Amtsrecht. Das führte in der Gesamtheit des Honorarrechts zu verschiedenen anwendbaren Rechtsebenen.
Der häufig behauptete grundlegende Gegensatz der beiden Rechtsstrukturen fußt auf Annahmen, die den Auseinandersetzungen mit dem neueren römischen Recht gelten, während das alte römische Recht keine solche grundlegende Unterscheidung trifft. Da das römische Recht keine Systematik entwickelt hatte, kann insoweit nicht von einer „Rechtsordnung“ oder von „Rechtsgebieten“ gesprochen werden. In der rechtsgeschichtlichen Forschung hat sich daher die aus der Geologie entlehnte Begriffsbezeichnung „Rechtsschicht“ etabliert.
Die Berechtigung zur Ausübung des ius honorarium in den städtischen Magistraturen war an grundlegende Voraussetzungen geknüpft. Der Stadtratsanwärter hatte den Nachweis über seine „freie Geburt“ zu führen und er musste Bürger der Stadt sein. Außerdem musste er das 25. Lebensjahr erfüllt haben, einer ehrenhaften Tätigkeit nachgehen und über ein Mindestvermögen verfügen. Mit Selbstverständlichkeit wurde die Einhaltung der Stationen der Ämterlaufbahn erwartet und ebenso die Zahlung eines Amtsantrittsgeldes (summa honoraria). Ius honorarium konnte ausüben, wer magistratus war mit iurisdictio.

## Prätorisches Edikt
Wichtigstes Instrument des Prätors war das Edikt (edictum praetoris). Mit dieser Verordnungsform kündigte der Prätor an, auf welche Weise er in der Rechtspflege für das kommende Jahr (Amtszeitbegrenzung) seine Aufgaben auszuüben gedachte. Trotz grundsätzlich bestehender Bindungswirkung an das ius civile konnte er davon abweichen, wenn wichtige gesellschaftliche und/oder wirtschaftliche Veränderungen anstanden und die veralteten Regeln für die prozessuale Durchsetzung von streitigen Interessen unzureichend waren. Seine Rechtsvorstellungen konkretisierte und verkündete der Prätor im Edikt selbst. Zur Umsetzung seiner Anordnungen stellte er aber auch die notwendigen Klagformeln zur Verfügung. Aus den Klagformeln konnte das Prozessprogramm für die rechtshängigen Streitfälle entnommen werden.

### Zitat
“Ius praetorium est, quod praetores introduxerunt adiuvandi vel supplendi vel corrigendi iuris civilis gratia propter utilitatem publicam. Quod et honorarium dicitur ad honorem praetorum sic nominatum”

„Prätorisches Recht ist dasjenige, das die Prätoren eingeführt haben, um das ius civile zu unterstützen, zu ergänzen oder zu korrigieren aus Gründen des öffentlichen Wohls. Es wird auch ius honorarium genannt nach dem Amt der Prätoren.“

### Edictum perpetuum
Da den Prätoren keine formelle Verpflichtung oblag, die Rechtsbehelfe vollständig selbst abzufassen, wiederholten sie zunehmend häufig jene des Vorgängers und ergänzten oder kürzten nach ihren Vorstellungen (sogenanntes edictum tralaticium). Da umgekehrt proportional der rechtliche Kenntnisstand der Prätoren sank (sie waren zunehmend weniger juristisch vorgebildet), griff in den letzten Jahren seiner Regentschaft (130–138 n. Chr.) Kaiser Hadrian in das Geschehen ein und beauftragte den Juristen Julian, das edictum in eine rechtssichere und standardisierte Form zu bringen. Auf diese Weise entstand das edictum perpetuum. Das Zusammenspiel des Kaisers mit dem Juristen gilt gleichzeitig als wirkmächtiges Zeugnis kooperierender Kräfte, wenngleich bereits deutlich wird, dass die verfassungsmäßigen Ansprüche des Prinzeps hervorzutreten beginnen.
Völlig unverändert oder gar unveränderlich blieb auch das festgesetzte Edikt nicht. Im Gegenteil, verfassten die klassischen Juristen Kommentare (ad edictum), in denen sie das festgeschriebene Edikt auslegten. Die Befugnis zur Auslegung ähnelte der der Pontifices, die in der altzivilen Zeit das Zwölftafelgesetz auslegten (interpretatio iuris). Wenn die Juristen Mängel oder Defizite im Rechtsbestand feststellten, regten sie beim Prätor auch die Schaffung neuer Rechtsbehelfe (actiones) an und argumentierten überdies Hilfestellungen, um Klagen andererseits durch den Aufbau von Gegenrechten (exceptiones) zu entkräften. Mit Blick auf wesensverwandte Sachverhalte forderten sie analoge Behandlungen derselben dort, wo ihnen aus inhaltlichen und prozesstaktischen Gründen Gleichstellungen geboten erschienen. So schuf Gaius etwa die Werke ad edictum praetoris urbani [oder] urbicum, bzw. ad edictum provinciale. Bereits Labeo, später dann Pomponius, Iulius Paulus und Ulpian wurden für ihre Kommentarliteratur zum Edikt (interpretatio prudentum) prominent und geläufig.

## Nachwirkungen
Durch die Rezeption des römischen Rechts im kontinentaleuropäischen Raum blieb das ius honorarium noch lange nach dem Untergang des römischen Reiches bedeutsam, gleichwohl es im Römischen Reich während der Spätantike zunächst durch Kodifikationen Diokletians in praktischer Hinsicht überwunden worden war (Rechtsvereinheitlichung der Rechtsquellenkataloge iura civile, honorarium und gentium). Nach modernem Rechtsverständnis gleicht das ius honorarium dem Prinzip der richterlichen Rechtsfortbildung.